# Microctenochira chapada
Microctenochira chapada es una especie de insecto coleóptero de la familia Chrysomelidae, descrita en 1995 por Swietojanska & Borowiec.